# Ауди 225
Ауди 225 е модел на Ауди, наследник на Ауди Фронт. Произвежда се между 1935 и 1938 година в заводите на Хорх. Известен е още като Audi UW 225.
Двигателят е идентичен с този на Вандерер W245 – шестцилиндров редови с обем 2.25 литра. Мощността му до 1937 е 50 к.с. (37 kW), а от 1937 – 55 к.с. (40 kW). Максималната скорост е 105 км/ч. Автомобилът е с предно задвижване и четиристепенна скоростна кутия.
Предлага се във вариантите лимузина с четири врати, спортна лимузина с четири врати, кабриолет с две врати и версия без покрив с две врати. Произведени са около 2600 бройки.